# 氣旋西特朗
氣旋風暴西特朗（泰語發音：[s̠ɪt̪ɾɑŋ]），部分媒體譯作西特朗，是自2017年莫拉以來首個登陸孟加拉国的熱帶氣旋。西特朗是相對平靜的2022年北印度洋氣旋季中第二個得名風暴，於10月18日從安达曼海北部的一個對流區發展而成。系統向西北移動並緩慢地增強。10月22日，它被歸類為低氣壓，當時其位於安达曼群岛以西近海。翌日，該系統增強為氣旋風暴西特朗並轉向東北偏北。西特朗略有增強，並於10月24日達到最高強度，然後登陸巴里薩爾專區。氣旋登陸後迅速減弱，並在孟加拉國東北部減弱為低壓區。
隨着西特朗逼近，孟加拉國各港口均接獲風險信號。一千萬人被迫在氣旋來臨前撤離。漁民被敦促從深海返回陸地並穩固其船隻。政府為居住在高危地區的人們準備了避難所。學校於10月24日停課、停考。受惡劣天氣影響，孟加拉國和印度东北部的航班被取消。出於安全原因，水上交通運輸暫停服務。
西特朗為孟加拉國和印度東北部帶來強降雨。孟加拉國多地24小時降雨量超過200毫米，不過印度東北部的降雨量相對較少。西特朗造成35人死亡，其中包括八名採砂船工人。氣旋對孟加拉國中南部地區造成廣泛破壞，數千棵樹木被吹倒。西特朗帶來的大雨引發水災，淹沒農地和養魚場，15萬名農民受影響。一千萬人遭遇斷電。由於行動通訊訊號塔倒塌，互联网和數位通訊中斷。超過2萬棟房屋因氣旋受損。高速公路被倒塌的樹木阻塞，導致公路運輸中斷。孟加拉國的損失達107億孟加拉塔卡（1.05億美元）。

## 氣象歷史
西特朗起源於10月18日一個位於安达曼海北部的對流區。儘管风切变較弱且海面溫度達攝氏28至30度，但中心卻狹長且模糊不清。兩天後，印度气象局注意到該處有一低壓區形成，並開始監測該系統。10月22日早上，印度氣象局將位於安达曼群岛以西近海的系統歸類為低氣壓，並將其編號為「BOB 09」。隨着深層對流於系統中心形成，其組織得到改善，促使聯合颱風警報中心於當天晚上發布熱帶氣旋形成警報。10月23日早上，印度氣象局將其升格為強低氣壓，並沿着副熱帶高壓脊的西緣轉向東北偏北。當天晚上，隨着大範圍的深層對流開始遮蔽中心，聯合颱風警報中心將其升格為熱帶風暴，並將其編號為「05B」，而印度氣象局將其升級為氣旋風暴，並命名為「西特朗」（Sitrang）。西特朗是一個規模龐大的熱帶氣旋，其直徑約為1,110公里。它亦是一個不對稱的氣旋，其深層對流因風切變增強而遭切離至東北方。西特朗沿着副熱帶高壓脊的西緣加速向東北偏北移動，強度略為增強。印度標準時間晚上9時半至11時半之間（协调世界时下午4時至6時之間），西特朗在巴里薩爾附近的廷科納島（Tinkona Island）和松迪布島之間以風力時速85公里登陸。氣旋登陸後不久開始減弱，印度氣象局於協調世界時晚上9時將其降格為強低氣壓，而聯合颱風警報中心向西特朗發出最後警告。翌日早上，西特朗於孟加拉國東北部上空減弱為低壓區。

## 防災措施和影響
10月23日，孟加拉国气象部向當地港口發布四號風險信號，預計影響港口的風速達每小時51至61公里。隨著西特朗登陸並減弱，當局下調風險信號。氣旋來襲前，至少一千萬人被疏散到安全的地方。漁民被要求從深海返回陸地並將他們的船停泊在孟加拉灣。政府為受西特朗吹襲的高危地區準備了7,490個避難所，219,690人在那裡避難。孟加拉國文理大學因西特朗來襲於10月24日停課且暫停考試。吉大港、庫爾納和巴里薩爾專區的小學於當日停課。受惡劣天氣影響，孟加拉航空、孟加拉優速航空和諾沃航空的60班航班被取消。出於安全考慮，當局暫停內河運輸。印度机场管理局取消印度东北部的十個航班。該區的火車服務也被中斷，導致許多人滯留。
西特朗為孟加拉國帶來強降雨。巴里薩爾的最高24小時降雨量達324毫米。馬達里普爾的24小時降雨量達315毫米。达卡、坦蓋爾、卡拉帕拉乌帕齐拉、巴蓋爾哈德、博杜阿卡利、波拉縣、库尔纳市和福里德布尔县等地的24小時降雨量均超過200毫米。印度東北部的降雨量相對較低，阿鲁纳恰尔邦及其鄰近地區的降雨量約為50至80毫米。西特朗造成35人死亡。一艘採砂船在米爾沙拉近岸沉沒，造成八名工人罹難，其餘大部分是因遇溺身亡和遭倒塌的樹木壓死。載有20名漁民的船隻在薩加爾島海域附近傾覆，他們被印度海岸警衛隊救起。西特朗對孟加拉國中南部地區造成廣泛破壞。數千棵樹被強風連根拔起。西特朗帶來的強降雨引發水災，淹沒33,000公頃的阿曼水稻作物和養魚場。15萬名農民受氣旋影響，損失達35億孟加拉塔卡（3,440萬美元）。在查爾法松烏帕齊拉，10,000人被水深達0.91至1.52米的洪水圍困，其中2,000人被轉移到避難所。一千萬人受停電影響。據報電力部門損失為22億孟加拉塔卡（2,160萬美元）。7,343座行動通訊塔被擊落，導致互联网和數位通訊中斷。超過2萬棟房屋因氣旋受損。連接達卡至庫爾納和連接達卡至巴里薩爾的高速公路被倒塌的樹木阻塞，不過在十小時後重新開放。當地一家批發市場損失50億孟加拉塔卡（4,920萬美元）。

## 善後
孟加拉國政府向死難者家屬發放2.5萬孟加拉塔卡（245美元）。某家庭獲得額外6,000孟加拉塔卡（59美元）的援助，用於修復氣旋造成的破壞和購買錫板。博杜阿卡利縣政府準備了25噸米以及75萬孟加拉塔卡（7,400美元）的援助，而科克斯巴扎爾縣政府則準備了323噸米、價值80萬孟加拉塔卡（7,900美元）的援助、1,198包乾糧、350箱預先包裝蛋糕和400箱消化餅乾，以協助受西特朗影響的人們。Meta向孟加拉國紅新月會和孟加拉農村發展委員會提供1,500萬孟加拉塔卡（14.8萬美元）的援助，以協助受西特朗影響地區的重建工作。然而，除了氣旋過後不久分發的乾糧外，一些災民並無得到任何援助。

## 外部連結
- 聯合颱風警報中心有關熱帶氣旋05B（西特朗）的最佳路徑數據
- 美國海軍研究實驗室有關05B.西特朗